# Librairie Lello
 (septembre 2018).
Si vous disposez d'ouvrages ou d'articles de référence ou si vous connaissez des sites web de qualité traitant du thème abordé ici, merci de compléter l'article en donnant les références utiles à sa vérifiabilité et en les liant à la section « Notes et références ».
Pour les articles homonymes, voir Lello.

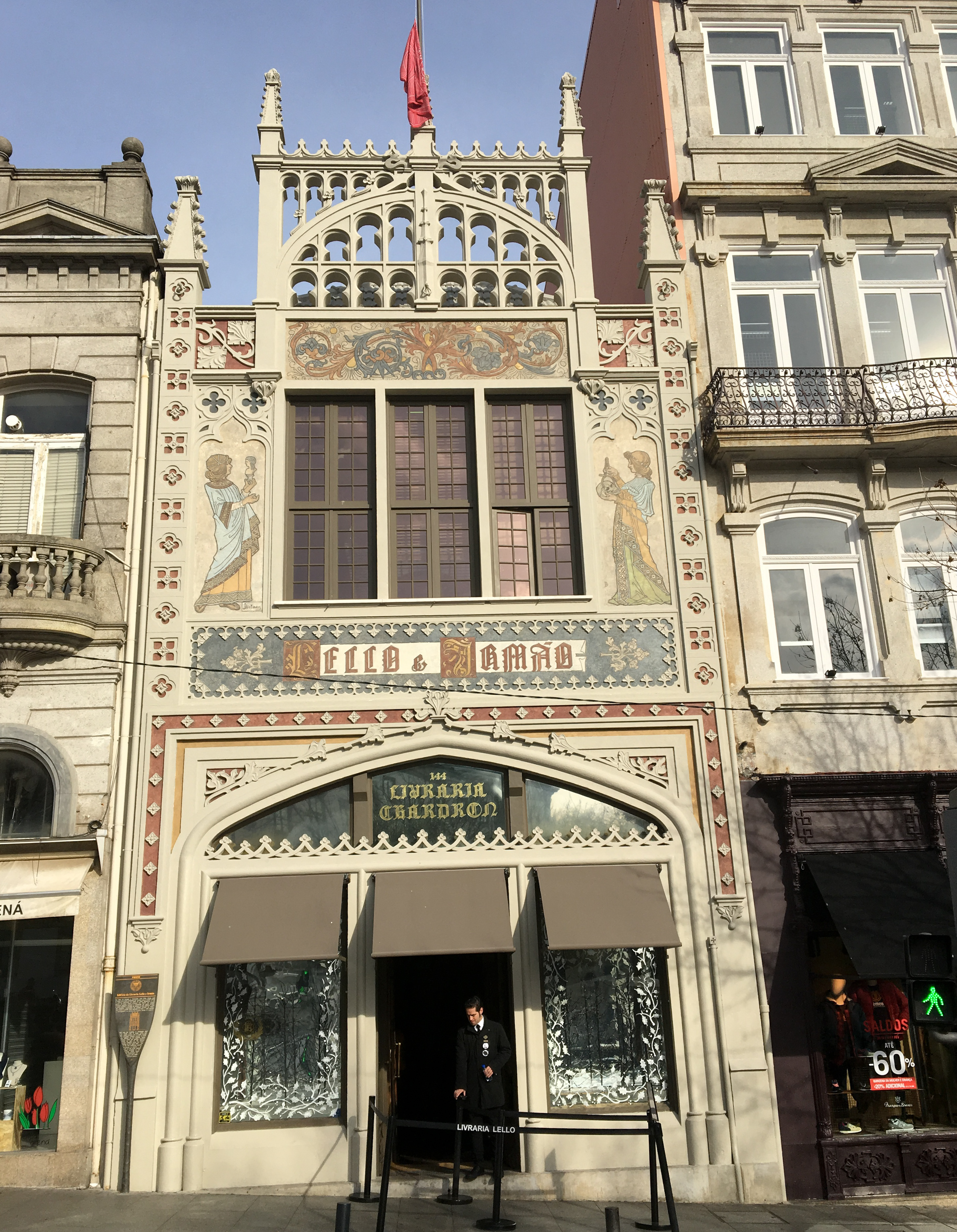
Façade de la librairie Lello

La librairie Lello (en portugais : Livraria Lello), aussi connue sous le nom de Librairie Chardron (Livraria Chardron) ou Librairie Lello et Irmão (Livraria Lello e Irmão), est une librairie située dans le centre historique de la ville de Porto au Portugal. Elle est située au 144 rue des Carmelitas, près de la Tour des Clercs (Torre dos Clérigos), un clocher d'art baroque, construit par Nicolau Nasoni.
En raison de sa valeur historique et artistique, la librairie a été reconnue comme une des plus belles du monde par diverses personnalités et entités, comme l'écrivain espagnol Enrique Vila-Matas et l'édition australienne des guides de voyage Lonely Planet. Le journal The Guardian a même élu cette librairie comme la troisième plus belle au monde.

## Histoire
L'entreprise a été fondée en 1869 sous le nom de « Librairie Internationale de Ernesto Chardron » (Livraria Internacional de Ernesto Chardron) dans la rue des Clercs nº 296-298, à Porto. À la mort de son fondateur à l'âge de 45 ans, la librairie a été vendue à la firme Lugan & Genelioux Sucessores.

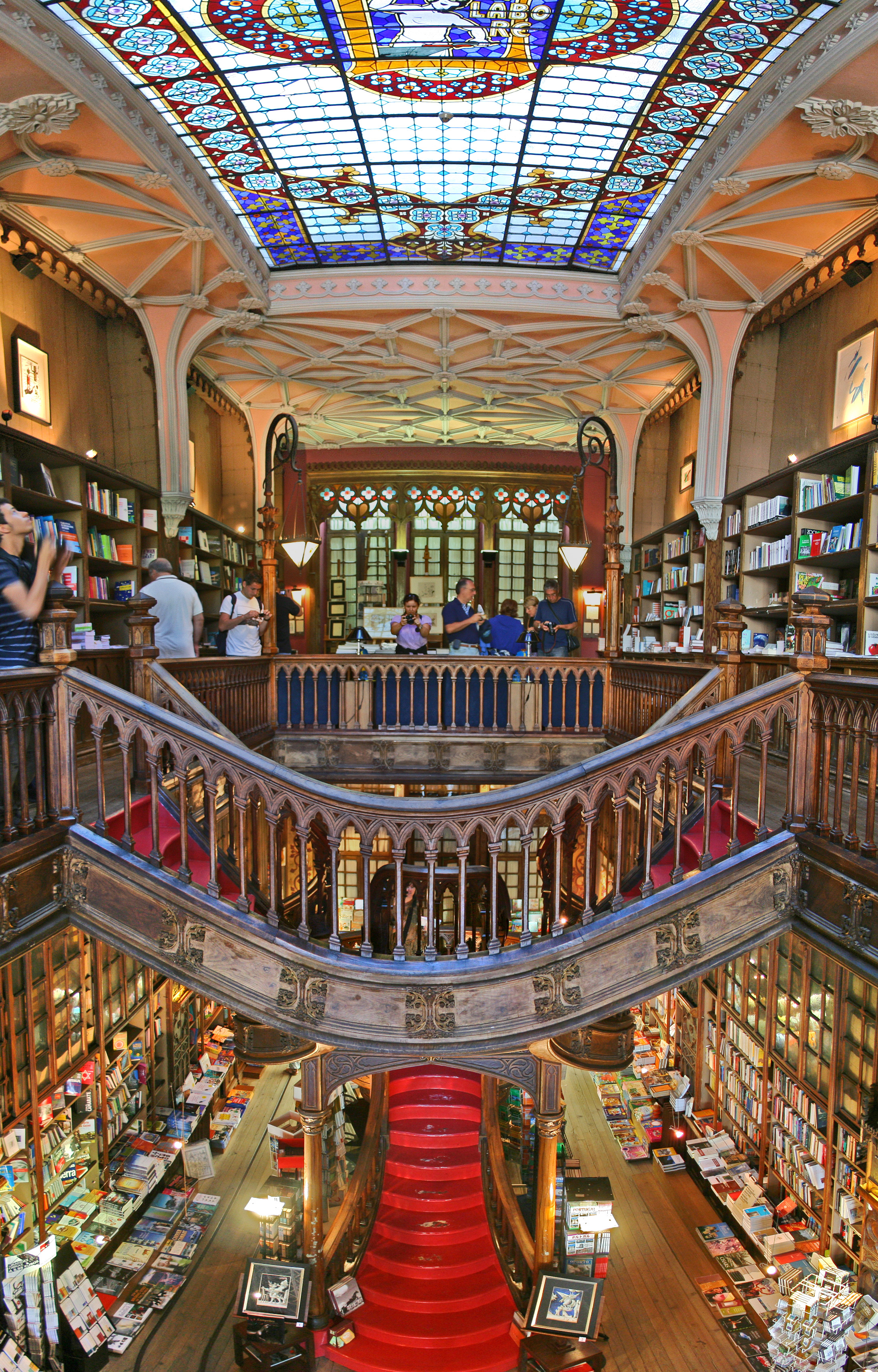
Vue interne de la librairie

En 1881, José Pinto de Sousa Lello a créé une librairie dans la rue d'Almada.
En 1894, Mathieux Lugan a vendu l'ancienne librairie Chardron à José Lello, qui en association avec son frère, António Lello a renommé la librairie "Société José Pinto Sousa Lello & Irmão", changeant le nom en 1919 pour "Livraria Lello e Irmão".

## Caractéristiques
L'actuel édifice a été construit par l'ingénieur Francisco Xavier Esteves et a été inauguré le 13 janvier 1906. Plusieurs personnalités comme Guerra Junqueiro, Leite de Vasconcelos et Afonso Costa ont assisté à la cérémonie d'inauguration.
Sa façade présente des motifs dans un style moderniste et néogothique. Les deux figures situées de part et d'autre de la fenêtre de la façade représentent l'Art et la Science. Elles ont été peintes par José Bielman.
À l'intérieur de la librairie, le plâtre est mis en valeur imitant le bois. L'escalier permettant d'atteindre l'étage supérieur et les grands vitrages du toit sur lesquels est écrit le monogramme et la devise de la librairie : Decus in Labore (du latin signifiant "la dignité dans le travail").

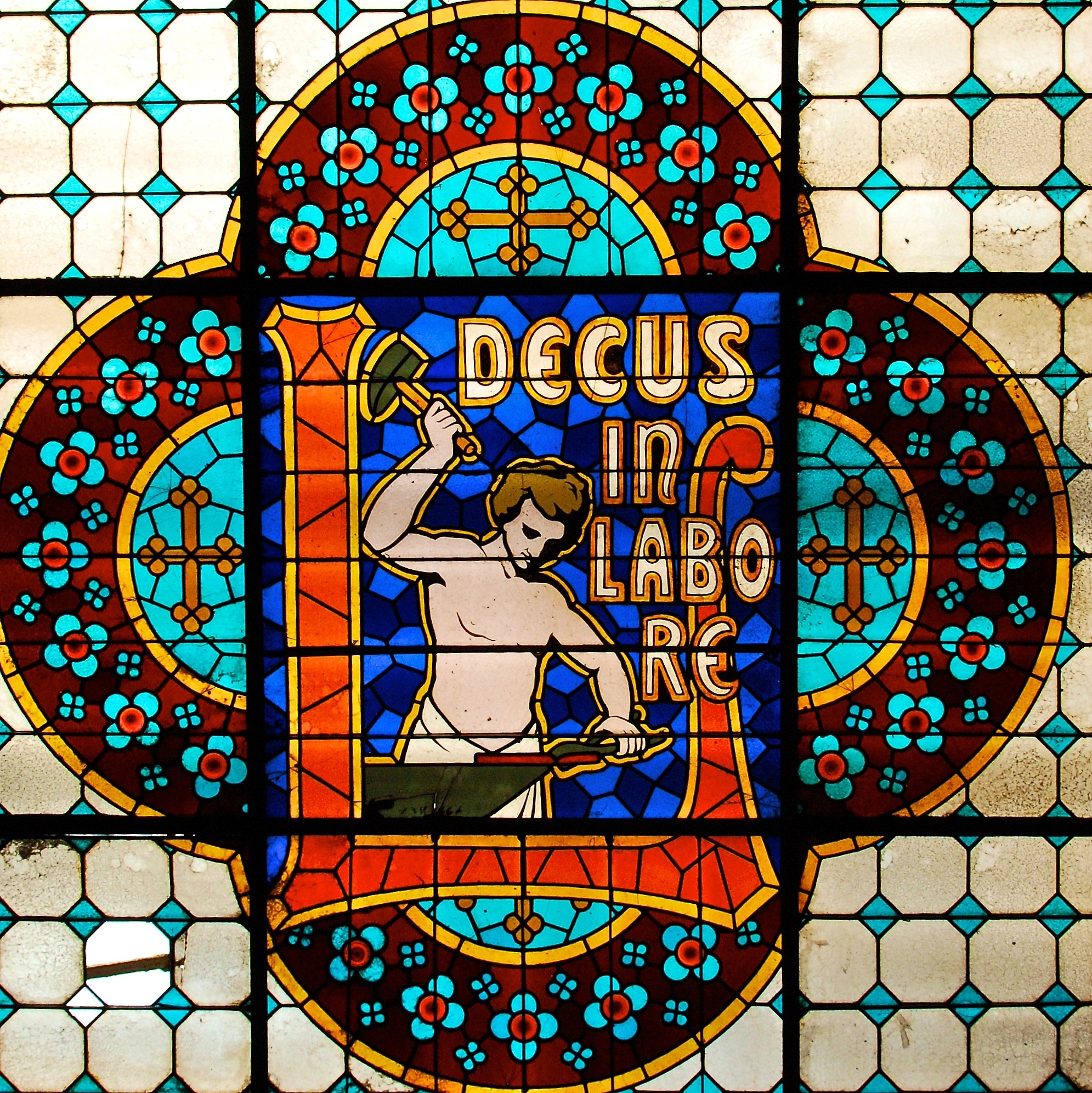
Vitrail avec comme ex libris et devise de la librairie Lello : "Decus in Labore". (Dignité dans le travail)

Les piliers sont sculptés en représentant les bustes des écrivains comme Antero de Quental, Eça de Queiroz, Camilo Castelo Branco, Teófilo Braga, Tomás Ribeiro et Guerra Junqueiro.

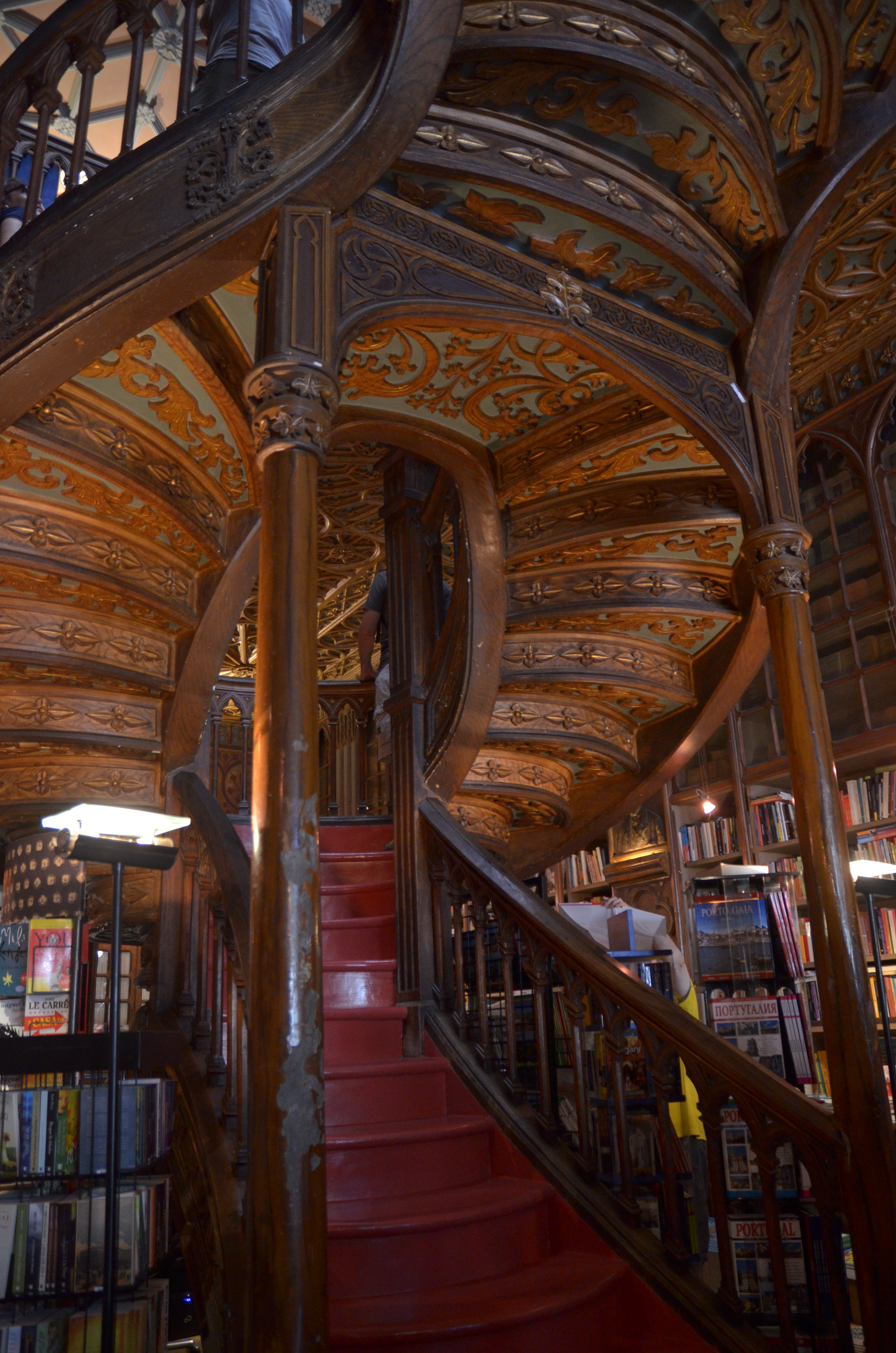
Escalier de la librairie Lello

Les escaliers à double révolution ou double hélice de la librairie sont aussi renommés. Ils sont à double volée et à double orientation. Les marches sont tapissées de velours rouge tandis que le dessous des escaliers est orné de boiseries.

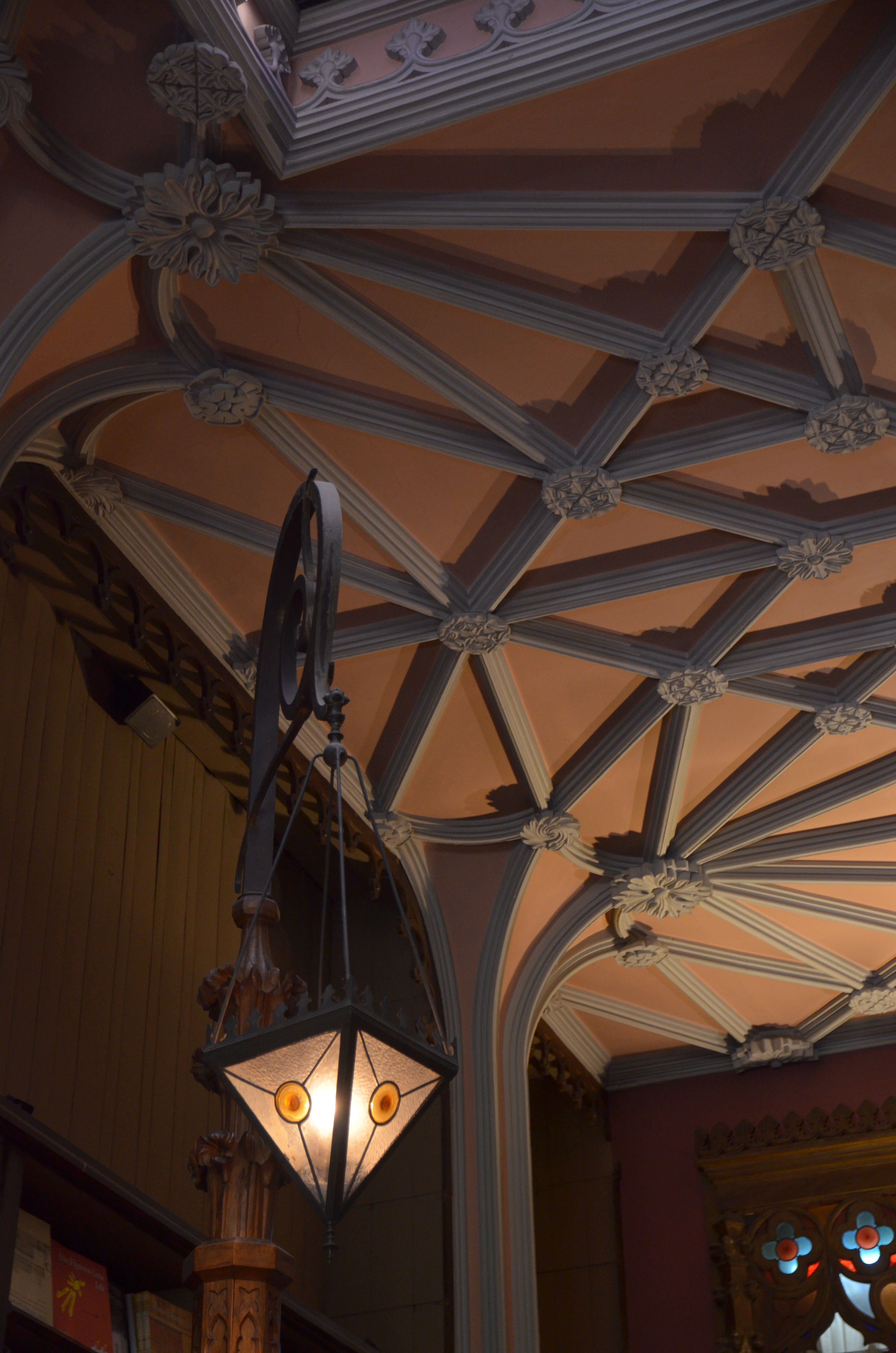
Plafond de la librairie Lello

La librairie a longtemps obtenu la réputation d'avoir inspiré J. K. Rowling pour créer la librairie Fleury et Bott dans l'univers de Harry Potter, ce que l'auteure a démenti en mai 2020 par le biais d'un tweet, en affirmant n'avoir jamais visité cette librairie ni même avoir eu connaissance de son existence lorsqu'elle a vécu à Porto.

## Reconnaissance internationale
Enrique Vila-Matas l'a décrit comme la librairie la plus belle du monde et en 2008.
Le journal anglais The Guardian a classé en troisième position pour la sélection des plus belles librairies du monde.
La librairie a servi de décors pour plusieurs films comme pour le film brésilien intitulé O Xangô de Baker Street de Miguel Faria Jr. (2001) d'après le livre écrit en 1995 par Jô Soares.
De nombreux touristes ont commencé à venir visiter la librairie seulement pour prendre un selfie et sans rien acheter. En 2015, la librairie est au bord de la faillite et la direction a alors pris la décision de faire payer un petit droit d'entrée afin de sauver le magasin. Le tarif raisonnable n'a en rien entravé la popularité du lieu, et la somme est restituée en cas d'achat d'un livre.